# Barranc de Miquel
El Barranc de Miquel és un barranc de la Noguera, que neix als contraforts del nord-est de la serra de la Volteria i desemboca al Pantà de Santa Anna.